# کاتاهیگاشی، نیگاتا
کاتاهیگاشی، نیگاتا (به لاتین: Katahigashi) یک منطقهٔ مسکونی در ژاپن است که در Hokuriku region واقع شده‌است. کاتاهیگاشی ۶٬۳۲۲ نفر جمعیت دارد.